# Ruger Alaskan
Lancé en 2005, le révolver Ruger Alaskan de la firme Sturm, Ruger & Co. Inc. est une variante à canon court du Ruger Super Redhawk destiné aux campeurs et chasseurs vivant en Alaska.